# Golpe de mar

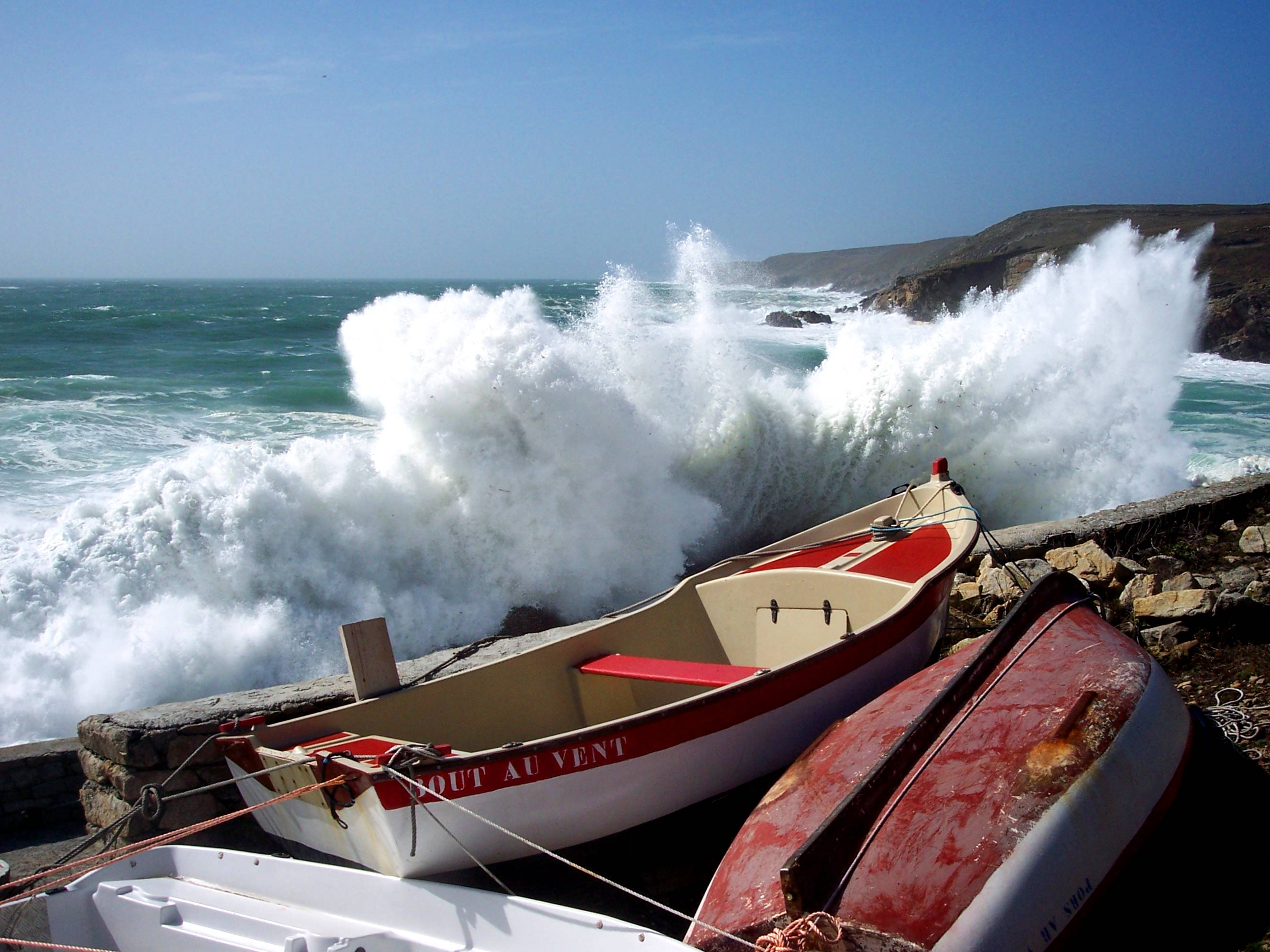
Golpe de mar sobre la costa

Se llama golpe de mar a cada una de sus olas y más particularmente cuando por su volumen y velocidad llegan a romper contra una embarcación, isla, bajo o costa. 
- el pequeño se denomina maretazo
- el que es extremadamente grande se denomina grupada

## Expresiones relacionadas
- Golpe de mar de capillo: el que forma como una montaña piramidal de agua, que revienta en su vértice y se encapilla dentro del buque si lo alcanza y coge en situación a propósito para ello.
- Golpes de mar de ordenanza: nombre que dan los marinos a las tres olas grandes de mar que suelen venir seguidas en un temporal o viente duro, mediando después alguna bonanza o mayor tranquilidad hasta la repetición de otras iguales. Este fenómeno se observa constantemente y con más regularidad en mares de gran extensión o grandes golfos.
- Embarcar un golpe de mar. Lo mismo que encarillarse  o embarcar agua: entrar agua del mar en el buque por encima de las bordas a efecto de la magnitud y violencia de las olas
- Reventar un golpe de mar. Deshacerse en espuma las olas por chocar con un arrecife, costa, playa o en el buque
- Sortear los golpes de mar. Lo mismo que sortear la mar o las mares: arribar y orzar alternativamente para evitar que los golpes de mar rompan sobre el costado e inunden el buque